# Campeonato Asiático y de Oceanía de Judo de 2019
El XXVIII Campeonato Asiático de Judo se celebró en Fujairah (Emiratos Árabes Unidos) entre el 20 y el 22 de abril de 2019 bajo la organización de la Unión Asiática de Judo y la Unión de Judo de Oceanía. En esta edición se disputaron en una sola competición el Campeonato Asiático y el Campeonato de Oceanía bajo la denominación «Campeonato Asiático y de Oceanía».
En total se disputaron catorce pruebas diferentes, siete masculinas y siete femeninas.

## Resultados

### Masculino
| Evento  | Oro                                   | Plata                             | Bronce                                                                     |
| ------- | ------------------------------------- | --------------------------------- | -------------------------------------------------------------------------- |
| –60 kg  | Genki Koga Japón                      | Yang Yung-Wei China Taipéi        | Enjtaivan Ariunbold · Mongolia · Gusman Kyrgyzbayev · Kazajistán           |
| –66 kg  | Yerlan Serikzhanov · Kazajistán       | Yeldos Zhumakanov · Kazajistán    | Artur Te · Kirguistán · Yondonperenlein Basjüü · Mongolia                  |
| –73 kg  | Tsend-Ochiryn Tsogtbaatar Mongolia    | An Chang-Rim Corea del Sur        | Victor Scvorțov · Emiratos Árabes Unidos · Jikmatilloj Turaev · Uzbekistán |
| –81 kg  | Otgonbaataryn Uuganbaatar Mongolia    | Sharofiddin Boltaboev Uzbekistán  | Lee Sung-Ho Corea del Sur Hikaru Tomokiyo Japón                            |
| –90 kg  | Kosuke Mashiyama Japón                | Komronshoj Ustopiriyon Tayikistán | Islam Bozbayev · Kazajistán · Bu Hebilige · China                          |
| –100 kg | Ljagvasürenguiin Otgonbaatar Mongolia | Won Jong-Hoon Corea del Sur       | Mujammadkarim Jurramov Uzbekistán Kaihan Takagi Australia                  |
| +100 kg | Kim Sung-Min Corea del Sur            | Temur Rajimov Tayikistán          | Kim Min-Jong · Corea del Sur · Iurii Krakovetskii · Kirguistán             |

### Femenino
| Evento | Oro                           | Plata                                | Bronce                                                                   |
| ------ | ----------------------------- | ------------------------------------ | ------------------------------------------------------------------------ |
| –48 kg | Li Yanan China                | Otgontsetseg Galbadraj · Kazajistán  | Lee Hye-Kyeong Corea del Sur Aya Sakagami Japón                          |
| –52 kg | Diyora Keldiyorova Uzbekistán | Ljagvasürenguiin Sosorbaram Mongolia | Rim Song-Sim Corea del Norte Rina Tatsukawa Japón                        |
| –57 kg | Kim Jin-A Corea del Norte     | Kana Tomizawa Japón                  | Ljagvatogooguiin Enjriilen · Mongolia · Sevara Nishanbayeva · Kazajistán |
| –63 kg | Yang Junxia China             | Bold Ganjaich Mongolia               | Katharina Haecker Australia Tang Jing China                              |
| –70 kg | Shiho Tanaka Japón            | Gulnoza Matniyazova Uzbekistán       | Aoife Coughlan Australia You Je-Young Corea del Sur                      |
| –78 kg | Mao Izumi Japón               | Ma Zhenzhao China                    | Lee Jeong-Yun Corea del Sur Yoon Hyun-Ji Corea del Sur                   |
| +78 kg | Kim Min-Jeong Corea del Sur   | Han Mi-Jin Corea del Sur             | Wang Yan China Akari Inoue Japón                                         |

## Medallero
| Núm. | País                   | Oro | Plata | Bronce | Total |
| ---- | ---------------------- | --- | ----- | ------ | ----- |
| 1    | Japón                  | 4   | 1     | 4      | 9     |
| 2    | Mongolia               | 3   | 2     | 3      | 8     |
| 3    | Corea del Sur          | 2   | 3     | 6      | 11    |
| 4    | China                  | 2   | 1     | 3      | 6     |
| 5    | Kazajistán             | 1   | 2     | 3      | 6     |
| 6    | Uzbekistán             | 1   | 2     | 2      | 5     |
| 7    | Corea del Norte        | 1   | 0     | 1      | 2     |
| 8    | Tayikistán             | 0   | 2     | 0      | 2     |
| 9    | China Taipéi           | 0   | 1     | 0      | 1     |
| 10   | Australia              | 0   | 0     | 3      | 3     |
| 11   | Kirguistán             | 0   | 0     | 2      | 2     |
| 12   | Emiratos Árabes Unidos | 0   | 0     | 1      | 1     |
|      | TOTAL                  | 14  | 14    | 28     | 56    |